# Shaferocharis cubensis
Shaferocharis cubensis är en måreväxtart som beskrevs av Ignatz Urban. Shaferocharis cubensis ingår i släktet Shaferocharis och familjen måreväxter. Inga underarter finns listade i Catalogue of Life.